# Пэтмор, Ковентри
Ковентри Керси Дайтон Пэтмор (англ. Coventry Kersey Dighton Patmore, 23 июля 1823 — 26 ноября 1896) — английский писатель

, поэт и литературный критик, более известный как автор произведения The Angel in the House, поэмы об идеальном счастливом браке.

## Биография
Старший сын писателя Питера Джорджа Пэтмора. Он получил домашнее образование и проявлял большой интерес к литературе. В 1839 году был отправлен на обучение во Францию, где пробыл полгода; в этот период он и начал писать стихи. Его отец планировал опубликовать несколько из них, но сын отдал предпочтение науке, а не поэзии. 
Вскоре, однако, все изменилось. Воодушевившись успехом Альфреда Теннисона, в 1844 году Пэтмор издает небольшой сборник своих стихотворений, получивший как позитивные, так и негативные оценки критиков. Наибольшим ударом стал критический обзор в журнале "Блэквуд" (англ.Blackwood's magazine). После чего поэт даже скупил весь оставшийся тираж и уничтожил его.  
Несмотря на это, данная публикация позволила ему познакомиться с рядом известных британских поэтов и художников, членов Братства прерафаэлитов, включая Данте Габриэля Росетти и Уильяма Холмана Ханта, что помогло ему опубликовать свою поэму "Сезоны" (англ."The seasons") в журнале "Росток" (англ."The Germ").
Ввиду финансовых затруднений отца, с 1846 года и в течение 19 лет Пэтмор был вынужден работать помощником библиотекаря Британского музея, занимаясь поэзией в свободное время. 

## Произведения
В 1853 году была переиздана Tamerton Church Tower  - наиболее популярная из его поэм, входящих в сборник 1844 года. 
В 1854 году вышла в свет самая известная поэма Пэтмора - The Angel in the House, представляющая собой лирическую поэму в 4 частях, выпущенных с периодичностью в несколько лет. Вместе части поэмы были опубликованы только в 1863 году. 
В 1886 году была написана How I managed my Estate, а годом позже самая искусная поэтическая работа The Unknown Eros. В 1888 году были опубликованы поэма Amelia и эссе English Metrical Law. Помимо поэтических работ оставил также большое количество литературно-критических статей: Principle in Art (1879), Religio Poetae (1893).

### Работы
- Principle in Art London: George Bell and Sons, 1889.
- Courage in Politics and other Essays.London: Oxford University Press, 1921.

### Статьи
- "William Barnes, the Dorset Poet," The Library Magazine, Vol. II, November 1886/March 1887.
- “Distinction,” The Eclectic Magazine, Vol. LII, 1890
- "Three Essayettes," The Eclectic Magazine, Vol. LVI, July/December 1892.